# Коржова, Ольга Анатольевна
Ольга Анатольевна Коржова  (род. 18 февраля 1955, Грозный, ЧИАССР, РСФСР, СССР) — педагог, кандидат искусствоведения (1996), музыковед, джазовый критик, журналист, первый историк джаза Ростова-на-Дону, музыкально-общественный деятель, ответственный секретарь РРОО «Союз композиторов России» (2018).
Окончила ДМШ в Грозном по классу фортепиано (1970), музыкальное училище (теоретическое отделение, 1974), теоретико-композиторский факультет Ростовского Государственного Музыкально-Педагогического института (1980). Как композитор работала с Галиной Жигуновой в самодеятельном театре РостСельмаша (музыка к спектаклю «Питер Пэн»), выступала в концертах авторской песни и камерной музыки. Песня «Военный оркестр» (сл. Л.Машневой) часто исполняется в праздничных концертах в честь Дня Победы на ДонТР.

## Педагогическая деятельность
24 года проработала преподавателем фортепиано и теоретических дисциплин в ДПК (1980—2003). Имеет 11 благодарностей и две Почётные грамоты. Шесть лет была руководителем студенческого вокально-инструментального ансамбля, исполнявшего преимущественно собственные (авторские) песни в оригинальной аранжировке О. А. Коржовой. Коллектив дважды становился победителем на городских конкурсах самодеятельных коллективов Ростова-на-Дону.
Первой в ДПК организовала «творческую мастерскую», результатами работы которой стали три нотных сборника авторских пьес для дошкольников — «Наше творчество детям» (1994, 1995), «Это дивное слово МУЗЫКА» (1997) и два сборника стихов «Здравствуйте!» (1997, 1998). Многие выпускницы специализации «Музыкальный работник» при прохождении практики использовали собственные пьесы, написанные по методическим рекомендациям О. А. Коржовой. В 1996 году для общих курсов базы «10 классов» разработала авторскую программу «Универсальный язык музыки».
Принимала активное участие в научно-практических конференциях «Учитель — созидатель культуры и здоровья общества» АСТУР (Ассоциация Творческих Учителей России) при Академии образования РФ.
В 1996-м защитила кандидатскую диссертацию по теме «Музыкальное творчество как дидактическая проблема: музыкальный текст и его моделирование» (кл. проф. Г. Р. Тараевой). Участвовала в 11 научно-практических конференциях.

## Журналистская деятельность
Параллельно с педагогической работой занималась музыковедческой и журналистской деятельностью. Более 5000 статей можно найти в ростовской периодике: журналах «Золотой профиль», «Ваш капитал», «Ростовский инсайдер», «Аэропорт», «VogZaLL», «69», «Кто главный», «Донской журнал»… и практически во всех ростовских газетах («Академия», «Вечерний Ростов», «Ростов официальный», «Комсомольская правда», «Донская культура», «Седьмая столица», «Город N», «Экспресс репортёр», «Наше время», «Молот», «Коммерсант»…).
С 1983 года — автор и ведущая литературно-музыкальных радиопрограмм ГТРК «Дон-ТР» молодёжной редакции «Парус», с 1996-го — телевизионной программы «Jazz-Drive» (до 2004 года, https://www.youtube.com/user/jazzolko ). Вела авторские программы «Сотвори себя сам», «Джаз в Ростове-на-Дону» на «Радио Ростова» 101,6 FM.
С 1996 года публикуется в Интернете (www.rostov.ru, www.jazz.ru…). С 2001 по 2016 была редактором российского портала www.downbeat.ru и ростовского сайта www.jazzschool.ru (в 2003 году назван лучшим в номинации «Образование»). С 2003-го представляет Россию, ближнее и дальнее зарубежье в джазовом журнале «JAZZ квадрат» http://jazzquad.ru . В 2015 — автор и администратор двуязычного сайта www.mecrostov.com.
В 2002 году была председателем самарского джазового конкурса, в 2002—2006 — соорганизатором и ведущей международного джазового фестиваля «Аква-джаз» (Краснодарский край). С 1996 года в качестве журналиста и джазового критика приглашается на джазовые фестивали России, Германии, Шотландии, Франции.
С 2003 по 2011 работала заместителем генерального директора Центра им. К. Назаретова по концертной деятельности. Является соорганизатором V международного конкурса молодых джазовых исполнителей, организатором и координатором восьми международных джазовых фестивалей (в том числе — детского «Играем джаз») и многочисленных проектов, в том числе: концерты муниципального джаз-оркестра Кима Назаретова с солистами оркестра Каунта Бэйси вокалистами Деннисом Роуландом и Мэлбой Джойс, гастроли коллективов детской джазовой школы им. К. Назаретова по России, Германии Шотландии (детский биг-бэнд п/у Андрея Мачнева, малые составы п/у Екатерины Яновской и Ларисы Молчановой), координация гастролей East West European Jazz Orchestra TWINS 2010 (Rostow — Dortmund) по России и Германии (2003—2007 гг.).
С 1995 активно освещает джазовую жизнь России, ближнего и дальнего зарубежья. В 2005 году вошла в координационный совет российско-американской программы «Открытый мир». Является автором вступительных статей и сопродюсером выпуска 14 CD, в том числе:
Джаз-оркестр Кима Назаретова (записи 1964—2001). Russian Disc. Москва, 2002.Fair (записи 1997—2003). Ростов-на-Дону, Studio A & J Records. 2003.
6 CD к юбилею Г. М. Балаева. Записи из фондов Гостелерадио 1961—1996. Ростов-на-Дону, 2006.
Happy Birthday. Играет детский биг-бэнд. © ® Studio A & J Records. Ростов-на-Дону, 2008.
Next Step.Играет New Centropezn jazz quartet. © ® Studio A & J Records. Ростов-на-Дону, 2008.
Jazz Fairyland (Ростов-на-Дону, 2007). New Centropezn jazz quartet. © ® Studio A & J Records. Ростов-на-Дону, 2008.
Мама, Папа, Я и Jazz (Ростов-на-Дону, 2007). Детский биг-бэнд. © ® Studio A & J Records. Ростов-на-Дону, 2008.
We are 20."New Centropezn" jazz quartet &… special guests. © ® Studio A & J Records. Ростов-на-Дону, 2008.
В 2014 году была соорганизатором и членом жюри V международного джазового фестиваля ООО «Волна идей» (Кранево, Болгария)
В 2015 году была соорганизатором «Недели джаза» (27.04-03.05, Ростов-на-Дону), выпустив буклеты с сопроводительными текстами и наполнив соответствующей информацией двуязычный сайт http://www.mecrostov.ru .
С 2016 года является соведущей музыкально-поэтических встреч ARS LONGA в ГБУК РО «Донская государственная публичная библиотека».
С декабря 2017 выполняет обязанности Ответственного секретаря РРОО «СК России», с 2018 член РРОО «СК России».
В настоящее время работает над книгой «Джаз и не только».

## Монографии
1. Джаз в Ростове-на-Дону. Монография. Ростов-на-Дону, 2001. — 122 с., прил.
2. Джаз в Ростове на Дону «от» и «по». Монография. Ростов-на-Дону, 2001. — 260 с., с илл., прил.
3. Rostov-on-jazZ. Монография. Ростов-на-Дону, 2006. — 432 с. с илл., прил., CD.
4. поJAZZушки. «Нюанс», Таганрог, 2017. — 104 с.
5. поJAZZушки. «Нюанс», Таганрог, 2018. — 64 с.

## Основные работы
1. Роль игры в преподавании музыкально-теоретических дисциплин//Совершенствование педагогического процесса в образовательных учреждениях посредством игры. Тезисы докладов научно-практической конференции преподавателей и студентов педколледжей. Ростов-на-Дону, 1995. — с.14-15
2. Совершенствование учебного процесса посредством творчества//Единое образовательное пространство — основа непрерывного педагогического образования в Ростовской области. Тезисы докладов научно-практической конференции. Ростов-на-Дону, 1995. — с.34-35.
3. Творческая деятельность личности в условиях художественно-эстетического пространства//Областная научно-практическая конференция «Развитие научного потенциала на Дону в системе непрерывного педагогического образования». Ростов-на-Дону, 1996. — с.9-10.
4. Некоторые проблемы совершенствования учебного процесса (обобщая педагогический опыт). Ростов-на-Дону, 1966. — 17 с.
5. Развитие личности посредством творческого музицирования //Развитие личности в образовательных системах Южно-Российского региона. III годичное собрание Южного Отделения РАО. Ростов-на-Дону, 1996. — с. 73-74.
6. Музыкальное творчество как форма самовыражения личности //Развитие личности в образовательных системах Южно-Российского региона. V годичное собрание Южного Отделения РАО. XVII региональные психолого-педагогические чтения Юга России. Часть I. Ростов-на-Дону, 1996. — с.174-175.
7. Художественное восприятие музыки: социокультурный аспект//Моделирование образовательного пространства. Межвузовский сборник научных трудов, посвящённый 60-летию кафедры дошкольной педагогики РГПУ. Выпуск I. Ростов-на-Дону, 1998. — с.100-105.
8. Иванцова. Л., Коржова О. Секреты ширмы. Ростов н/Д., 1998.
9. Художественное восприятие музыки: социокультурный аспект //Сборник материалов Российской научно-практической конференции «Учитель — созидатель культуры и здоровья общества». Выпуск 2. М., 1998. — с.45-47.
10. Музыкальное творчество как дидактическая проблема//Сборник материалов Российской научно-практической конференции «Учитель — созидатель культуры и здоровья общества». Выпуск 2. М., 1998. — с.47-50.
11. Как дорожу я прекрасным мгновеньем (эскиз к портрету современника)//Вкусная газета. № 3 октябрь 1999. Ростов-на-Дону. — с.16-17.
12. К столетию ростовского училища искусств//Министерство культуры РФ. Вести. № 9. М., 2000. Москва. — с. 46-50.
13. К 85-летию Георгия Балаева// Культура Дона, № 9, 2000, Ростов-на-Дону.
14. Человек года. Игорь Левин: «Начинал я сам с себя»//Образование, работа, отдых. № 1 (40) 12-19 января. 2001. Ростов-на-Дону. — с.9.
15. Лучший композитор Дона предпочитает играть для друзей (Игорь Левин)// Город N. № 2 (408). 17-23 января. 2001. Ростов-на-Дону.
16. Вариации на тему «Рондо»// Образование, работа, отдых. № 2 (41) 19-26 января. 2001. Ростов-на-Дону. — с.9.
17. Ка сцене каждый вздох индивидуален (Елена Камбурова)//Ростовский инсайдер. № 4. Ростов-на-Дону, 2001. — с. 30-31.
18. Коммуникативные (речевые) возможности музыки//Коммуникация: теория и практика в различных социальных контекстах. Материалы международной научно-практической конференции «Коммуникация — 2001» («Communicating Across Differences»). Часть 1. Пятигорск, 2001. — с.18-22.
19. Учебный процесс как творчество: моделирование музыкального текста//Коммуникация: теория и практика в различных социальных контекстах. Материалы международной научно-практической конференции «Коммуникация — 2002» («Communicating Across Differences»). Часть 2. Пятигорск, 2002. — с.94-96.
20. Великолепная джаз-пятёрка//Ваш капитал (юг). № 9.2002. Ростов-на-Дону. — с.79-81.
21. «Королева патефона» Изабелла Юрьева//Ростов официальный. № 33 (405) 21 августа. 2002. Ростов-на-Дону.
22. Роман Розенблит. «Ноктюрн для аккордеона и памяти»//Академия, № 7, март, 2002. Ростов-на-Дону.
23. Елена Камуброва: «Не покидай меня весна»//Ваш капитал (юг). № 3 (15). 2003. Ростов-на-Дону. — с. 81-83.
24. Вокруг света с Вячеславом Горским//Ростов официальный. № 3 (427) 22 января. 2003. Ростов-на-Дону. — с.11.
25. Американский джаз в Ростове//Седьмая столица. 31 (050). 15.10_22.10. 2003. Ростов-на-Дону. — с.14.
26. Штрихи к портрету Мурада Кажлаева//Ростов официальный. № 43 (720) 20 ноября 2005. Ростов-на-Дону.
27. Salute Big band//JAZZквадрат. № 3 (57), 2005. Минск. — с. 30-32.
28. Open World//JAZZквадрат. № 3 (57), 2005. Минск. — с. 33-35.
29. Музыка души. Гаяне Джаникян снова в Ростове// Культура Дона. 10 Май 2005.
30. Джаз в Ростове-на-Дону//Коммерсант, № 4, 2006, Ростов-на-Дону. — с.54-58.
31. Ким Назаретова// JAZZквадрат. № 5 (85), 2006. Минск. — с.12-18.
32. Конкурс молодых джазовых исполнителей//JAZZквадрат. № 4 (70), 2007. Минск. — с.32-34.
33. Time Out Джеральдины Лоран//JAZZквадрат. № 4 (70), 2007. Минск. — с.46.
34. Джаз над Волгой//JAZZквадрат. № 4 (70), 2007. Минск. — с.47-50.
35. Jazz Voices 2007//JAZZквадрат. № 4 (70), 2007. Минск. — с. 51.
36. Семьдесят первый театральный сезон Ростовского государственного музыкального// Культура Дона. 18 Сентябрь.2007.
37. Радость по имени JAZZ (фотограф Павел Корбут)//JAZZквадрат. № 1 (67), 2007. Минск. — с.14-15.
38. Фейерверк джаза. К 75-летию Владимира Фейертага// JAZZквадрат. № 1 (67), 2007, Минск. — с.30-31.
39. 25 лет кафедре эстрадной и джазовой музыки РГК (академии) им. С. В. Рахманинова// JAZZквадрат. № 1 (73), 2008. Минск. — с.36-38.
40. Ростов джазовый//Донской журнал. № 2. 2014. Ростов-на-Дону. — с.44-51.
41. Л. Иванцова, О. Коржова. Мир кукольного театра. Ростов-на-Дону, 2014. — 312 с.
42. «Эрмитаж». Альманах, выпуск 1. JAZZ: серьёзное и курьёзное. М., 2018. — с76-85.